# SM Tb 62T
SM Tb 62T – austro-węgierski torpedowiec z początku XX wieku i okresu I wojny światowej, trzynasta jednostka typu Kaiman. Do 1913 roku nosił nazwę Drache, od roku 1917 sam numer 62 (skrót przed numerem SM Tb oznaczał Seiner Majestät Torpedoboot – torpedowiec Jego Cesarskiej Mości).

## Historia
Stępkę pod budowę okrętu położono w stoczni STT w styczniu 1907 roku, kadłub wodowano 13 lipca tego roku, a okręt oddano do służby 20 marca 1909 roku. Wraz z budowanym równolegle „Greif” stanowiły ostatnie torpedowce tego typu zbudowane w Trieście. Początkowo nosił nazwę „Drache” (smok), lecz od 1 stycznia 1914 roku zastąpiono ją przez alfanumeryczne oznaczenie 62 T („T” oznaczało, że okręt zbudowano w Trieście). Rozkazem z 21 maja 1917 roku z oznaczenia torpedowca usunięto ostatnią literę i do końca wojny nosił on tylko numer 62. 
Okręt brał udział w I wojnie światowej. 
Po wojnie okręt w ramach podziału floty Austro-Węgier przekazano Wielkiej Brytanii, która sprzedała go w 1920 roku włoskiej stoczni złomowej.

## Opis
Okręt posiadał dwa kotły parowe typu Yarrow i jedną pionową czterocylindrową maszynę parową potrójnego rozprężania. Okręt uzbrojony był w cztery armaty kalibru 47 mm L/33 (po dwie na każdej z burt) oraz trzy wyrzutnie torped kalibru 450 mm. W 1915 roku uzbrojenie wzmocniono pojedynczym karabinem maszynowym Schwarzlose 8 mm.